# Nationaal Stadion (Tanzania)
Het Nationaal Stadion van Tanzania is een multifunctioneel stadion in Dar es Salaam, de hoofdstad van het land.  In 2007 werd dit stadion geopend. Het stadion grenst direct aan een ander stadion, het Uhurustadion. Dit stadion werd voor de komst van dit nieuwe stadion gebruikt als nationaal stadion. Het stadion wordt vooral gebruikt voor voetbalwedstrijden. Zo spelen een aantal clubs uit de Tanzaniaanse Premier League hun thuiswedstrijden in dit stadion. Die clubs zijn Simba SC en Young Africans SC. Daarnaast speelt ook het nationale elftal van Tanzania hier wel zijn internationale wedstrijden. Er kunnen 60.000 toeschouwers en daarmee is dit het grootste stadion van Tanzania.

## Bouw
President Benjamin Mkapa beloofde dat er in Tanzania een modern stadion gebouwd moest worden. Er werd een deal gesloten met de Chinese overheid om te helpen met de bouw van dit stadion. Het Chinese bedrijf Beijing Construction Engineering Group kreeg de opdracht. De totale kosten van de bouw was US$56 miljoen.